# Christophe Moreau
Christophe Moreau (født 12. april 1971 i Vervins) er en fransk tidligere professionel landevejsrytter.
Christophe Moreau debuterede som professionel i 1995 med Festina-holdet, hvor han fortsatte til 2000. Fra 2001 kørte Moreau for det franske hold Crédit Agricole indtil 22. juli 2005, da han bekendtgjorde, at han ville forlade holdet til fordel for Ag2r Prévoyance-holdet.
Et tilbagevendende fransk håb er, at han kan få en høj placering i Tour de France. Moreau havde da også nogle gode resultater tidligt i sin karriere. I 2003 og 2004 var Moreau den højest placerede franskmand, efter at have haft nogle uheldige år forud. Efter en række styrt var Moreau nødt til at udgå fra tre Tours i træk. Moreau har, som en god enkeltstartsspecialist og bjergrytter, normalt nogle af de laveste tider i disse discipliner.
Moreau er kendt som "Le Chien" – fransk for "Hunden" – eftersom han altid har tungen hægende ude af munden, når han er under pres.
Han blev fanget i en dopingskandale tidligt i sin karriere som medlem af Festina-holdet. Under 1998-Touren, hvor han allerede var under mistanke efter positive tests i juni, blev han smidt ud af løbet. Efter at have tilstået ligesom resten af sine holdkammerater – undtagen Richard Virenque – afsonede Moreau en seks-månedes karantæne, før han vendte tilbage til cykelsporten.
I den senere del af hans karriere er han blevet opfattet som en ren rytter, og han fortalte journalisterne, at det havde haft en stor indflydelse på ham som rytter. "For mit vedkommende har jeg betalt, for det jeg gjorde," sagde han, "og jeg ved, at jeg er kommet ud af det som en stærkere person. Det har forandret mit liv."
I Dauphiné Libéré viste Moreau stor form og stil, hvor han på anden etape angreb sammen med nogle andre med 40 km til mål. Med syv km tilbage af etapen sad Moreau alene med spanieren José Antonio Redondo, som ikke deltog meget i førearbejdet. Under spurten før målet deltog Rendono derfor ikke og dermed vandt Moreau både etapen og førertrøjen i løbet. På den efterfølgende 3. etape, som var en enkelstart, sluttede Moreau langt tilbage og mistede omkring tre minuter. Moreau angreb på stigningen til den legendariske etape til Mont Ventoux og vandt med mere end et minut til anden pladsen og over to minutter til hans værste konkurrenter i den samlede stilling. Herefter lå han på andenpladsen med 14 sekunder op til den gule trøje, som han erobrede på sjette etape og beholdt resten af løbet. To uger senere var han i samme storform og vandt dermed det fanske nationale mesterskab på landevej. Her angreb Moreau med 40 km tilbage og kom væk fra det udbrud han sad i med to andre. Han fik opbygget et stort forspring således at han vandt med over 2 minutter til anden og tredjepladsen og kunne for første gang i sin karriere kalde sig fransk mester. Selvom Moreau var en af favoritterne til at vinde mesterskabet i enkeltstart sluttede han dog langt tilbage i den konkurrence.